# Хомчак Руслан Борисович
Русла́н Бори́сович Хомча́к (нар. 5 червня 1967, Львів) — український військовик, генерал-полковник ЗСУ.
У минулому — головнокомандувач ЗСУ (2020―2021), Начальник Генштабу—Головнокомандувач ЗСУ (2019—2020), начальник штабу Сухопутних військ ЗСУ (2015—2017), командувач військ оперативного командування «Південь» (2014—2015), командир 6-го армійського корпусу (2012—2014).
Учасник війни на сході України, командувач Сектору Б, брав безпосередню участь у боях за Іловайськ.

## Життєпис
Руслан Хомчак народився 5 червня 1967 року у Львові.
У 1988 році закінчив Московське загальновійськове училище. З 1988 по 1992 рік проходив службу у складі Групи радянських військ у Німеччині та у Білоруському військовому окрузі, обіймаючи посади від на командира мотострілецького взводу до командира мотострілецької роти.
У 1993 році продовжив службу у Збройних силах України. Протягом семи років служив у 24-й механізованій дивізії, почавши з посади заступника начальника штабу мотострілецького батальйону і досягши посади начальника штабу механізованого полку у складі дивізії.
У 2001 році здобув військову освіту оперативно-тактичного рівня у Національній академії оборони України. Закінчив навчання із золотою медаллю.
Далі проходив службу на посадах командира 300-го механізованого полку 38-го армійського корпусу «Захід», командира 72-ї окремої механізованої бригади 8-го армійського корпусу.
У 2008 році із золотою медаллю завершив навчання на факультеті підготовки фахівців оперативно-стратегічного рівня Національній академії оборони України, був призначений на посаду заступника начальника штабу управління 8-го армійського корпусу Сухопутних військ ЗС України.
В 2010 році був призначений першим заступником командира 6-го армійського корпусу. Того ж року Хомчака призначили вже начальником штабу — першим заступником командира 8-го армійського корпусу. У 2011 році полковник Хомчак отримав військове звання генерал-майора.
У травні 2012 року був призначений на посаду до командира 6-го армійського корпусу,⁣ а у серпні 2013 року йому було надано військове звання генерал-лейтенанта. У листопаді того ж року 6-й армійський корпус було переформовано у Оперативне командування «Південь». Руслан Хомчак спочатку очолив командування, як тимчасовий виконувач обов'язків, а 2014 року був призначений на посаду командувача ОК «Південь».

### Війна на сході України
Під час війни на сході України Руслан Хомчак обіймав посаду командувача сектора «Б» сил Антитерористичної операції.
Під час операції з взяття Іловайська, яка здійснювалася під безпосереднім керівництвом Хомчака значно меншими силами, ніж передбачалося за планом, велика частина бійців з добровольчих батальйонів потрапила в оточення. Зі слів Костянтина Гришина (псевдонім — Семен Семенченко), причиною тому став відступ військових формувань від Новоазовська, що дозволив бойовикам «ДНР» та російським солдатам оточити представників батальйонів територіальної оборони. На допомогу їм було спрямовано бригаду Нацгвардії, однак, не дійшовши до місця призначення, вони отримали наказ командування повертати назад. З іншого боку, як стверджували бійці батальйону «Азов», Руслан Хомчак під час спроб визволення м. Іловайська добровольчими батальйонами відмовлявся йти з ними в бій з надуманих причин. Водночас Руслан Хомчак наголошує, що міг так само загинути, як і решта, тому йому не соромно за Іловайськ.
29 серпня 2014 року, українські військовики намагалися вирватися з оточення та потрапили у засідку і змушено повернулися на вихідні позиції, зазнавши значних втрат. Після втручання президента України Петра Порошенка було досягнуто домовленості про утворення «гуманітарного коридору», через який мали вивести бійців українських батальйонів. 31 серпня з'явилася інформація, що Руслану Хомчаку разом з командирами добровольчих батальйонів «Дніпро», «Івано-Франківськ» та «Миротворець», а також кількома десятками солдатів вдалося зі зброєю в руках вирватися з оточення.

### Штабна робота і посада Начальника Генштабу
З 2015 року генерал Хомчак — начальник штабу — перший заступник командувача Сухопутних військ ЗС України.
З лютого 2017 року обіймав посаду головного інспектора Міністерства оборони.
21 травня 2019 року призначений Начальником Генерального штабу—Головнокомандувачем Збройних сил України, замінивши Віктора Муженка. 31 травня введений до складу Ради національної безпеки і оборони.
5 грудня 2019 року надане звання генерал-полковника.
27 березня 2020 року у зв'язку з поділом посад Начальника Генерального штабу та Головнокомандувача Збройних сил України призначений Головнокомандувачем Збройних сил України.
У 2020 році повідомлялося, що у Хомчака спостерігався конфлікт з командувачем Повітряних сил Сергієм Дроздовим, а також з міністром оборони Андрієм Тараном. ЗМІ говорили, що у ситуацію втрутився Офіс президента і наполягав на тому, щоб сторони дійшли компромісу і розв'язали проблеми взаємодії.
27 липня 2021 року президент Зеленський звільнив генерал-полковника Хомчака з посади головнокомандувача ЗСУ, і призначив на неї Валерія Залужного. Того ж дня Зеленський призначив Хомчака першим заступником секретаря РНБО, і наступного дня вивів зі складу РНБО. У середовищі військових посаду Хомчака як першого заступника оцінили як «заслужену пенсію».

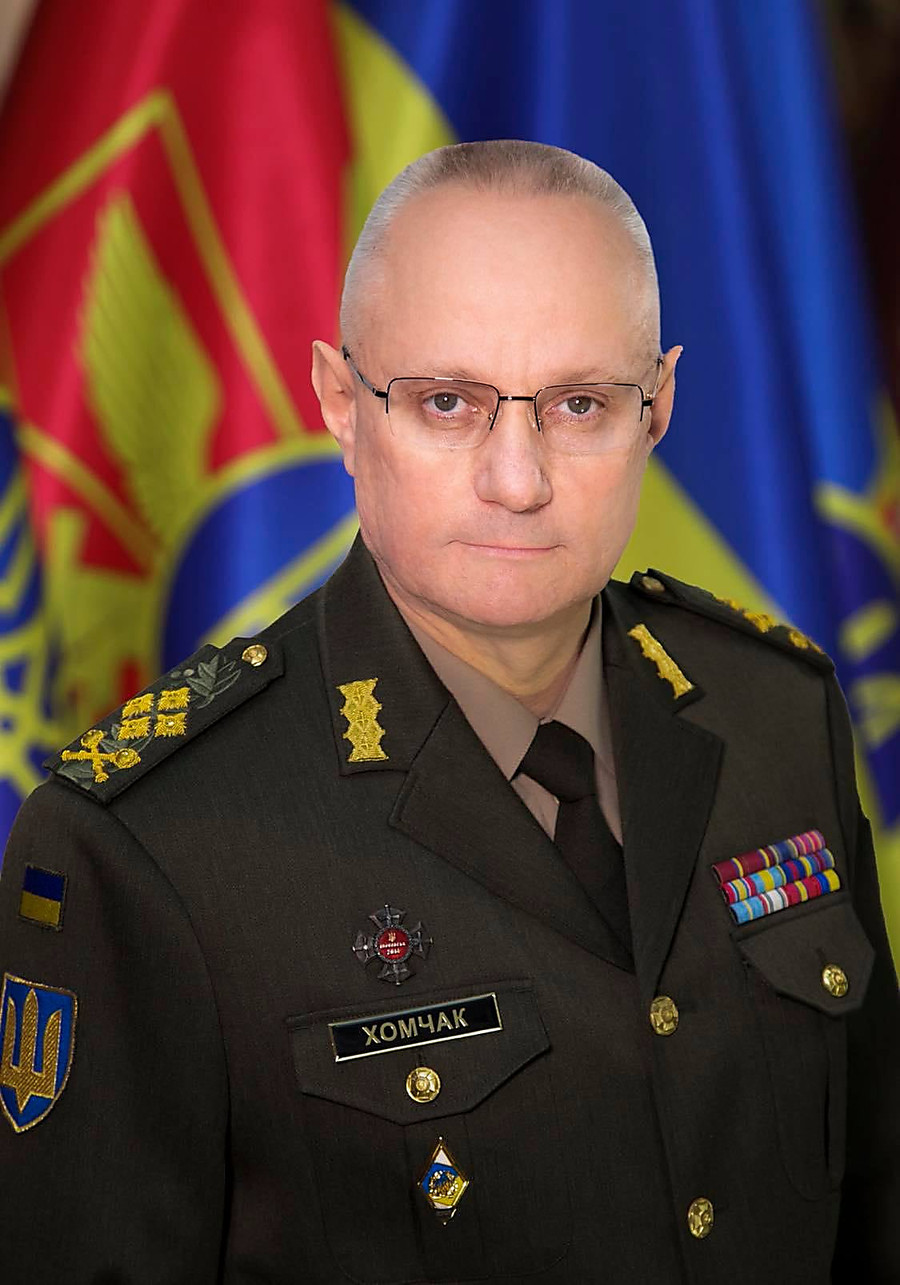

## Оцінки
Хомчака звинувачували у некомпетентності та зраді від представників громадськості та добровольчих батальйонів під час боїв за Іловайськ. Водночас командир батальйону «Донбас-Україна» В'ячеслав Власенко вважає, що ця хвиля негативу була інспірована з РФ.

## Родина
Дружина — Анна Коваленко, громадська активістка, журналістка, сотниця 39-ї жіночої сотні Самооборони Майдану, колишня радниця трьох міністрів оборони України та міністра інформаційної політики України. Експертка з питань оборони та безпеки. Голова Чернігівської ОДА з 13 жовтня 2020 року по 4 серпня 2021 року.
Донька — Марія (2021 р.н.).

## Нагороди
- Орден «За заслуги» II ступеня (21 серпня 2020) — за вагомий особистий внесок у зміцнення обороноздатності Української держави, мужність, виявлену під час бойових дій, зразкове виконання службових обов'язків та високий професіоналізм[25]
- Орден «За заслуги» III ступеня (7 грудня 2004) — за вагомий особистий внесок у забезпечення обороноздатності держави, зразкове виконання військового обов'язку та з нагоди 13-ї річниці Збройних Сил України[26]
- Медаль «Захиснику Вітчизни»
- Відзнака міністерства оборони України «Доблесть і честь»
- Відзнака «Ветеран військової служби»
- Медаль «10 років Збройним Силам України»
- Медаль «15 років Збройним Силам України»
- Медаль «За сумлінну службу» I ст.

### Відео
- Бійці 40 б ТрО про Іловайськ на YouTube
- Цензура на критику генерала Хомчака | ТРК Україна [Архівовано 11 липня 2020 у Wayback Machine.] // YouTube
- Зрада генерала Хомчака і комбата Берези [Архівовано 18 лютого 2016 у Wayback Machine.] // YouTube

### Інтерв'ю
- Юлія Лаврисюк (18 липня 2014). Командующий «Півдня» Руслан Хомчак: Сепаратисты купили местных жителей с потрохами (рос.) . «Обозреватель». Архів оригіналу за 3 вересня 2014. Процитовано 30 серпня 2014. {{cite web}}: Зовнішнє посилання в |publisher= (довідка)
- К.Гончаров, О.Василевська, А.Орляк (24 травня 2019). Начальник Генштабу ЗСУ Руслан Хомчак: Про мене багато говорять, але я ніколи нічиїм не був… Я буду працювати на президента України, бо його прийняв народ, а я давав присягу народу України. УНІАН. Архів оригіналу за 10 червня 2019. Процитовано 19 червня 2019. {{cite web}}: Зовнішнє посилання в |publisher= (довідка)
- Оксана Тороп (13 червня 2019). "Зеленський на першій зустрічі одразу спитав мене про Іловайськ" - Хомчак. ВВС News Україна. Архів оригіналу за 17 червня 2019. Процитовано 19 червня 2019. {{cite web}}: Зовнішнє посилання в |publisher= (довідка)
- Людмила Кліщук (10.07.2019). Начальник Генштабу Руслан Хомчак: Будемо планувати нові проходи ВМСУ на Азов. novynarnia.com. Архів оригіналу за 23 квітня 2021.
- Звернення Головнокомандувача ЗСУ генерал-полковника Руслана Хомчака [Архівовано 2 вересня 2021 у Wayback Machine.] // Ukrainian Military Pages, 27 липня 2021